# グレートブリテン王国

グレートブリテン王国
Kingdom of Great Britain (英語)

国の標語: Dieu et mon droit（英語）
神と我が権利国歌: God Save the King
国王陛下万歳（1745年 - 1801年）

グレートブリテン王国の位置（1789年）
黄緑色の地域は同君連合

グレートブリテン王国（グレートブリテンおうこく、英: Kingdom of Great Britain）または大ブリテン王国は、1707年、イングランド王国とスコットランド王国が合同し成立した王国。グレートブリテン島全体を支配した、歴史上最初の国家である。

## 概要
1603年にステュアート朝のジェームズ1世/6世がイングランドとスコットランドの王を兼ねて以来、両国は同君連合の関係にあったが、アン女王時代の1707年合同法により、両国の議会は統一されて一つの国家となった。ただし、1999年にスコットランドの自治拡大政策によってスコットランド議会は復活することになる。
アイルランド王国も1694年以降、イングランドに実効支配されていたが、このときは合同しなかった。1254年以降、イングランド王室の個人領地になっているチャンネル諸島と1765年にマン島購入法で王室属領になったマン島も王国に合同しなかった。
1776年にアメリカ合衆国が独立戦争でアメリカ合衆国側の勝利、独立し、1789年にフランス革命が勃発すると、アイルランドにおいても革命政権との連携があり、それが1798年のアイルランド反乱を引き起こした。この反乱は鎮圧されたが、再発防止のために首相ウィリアム・ピットが1800年合同法を成立させた。これにより、王国は1801年にアイルランド王国と合同し、新たにグレートブリテンおよびアイルランド連合王国が成立した。

## 君主

### ステュアート家
- アン（在位：1707年 – 1714年） - 1702年から1707年までイングランド女王、スコットランド女王およびアイルランド女王

### ハノーヴァー家
- ジョージ1世（在位：1714年 – 1727年）
- ジョージ2世（在位：1727年 – 1760年）
- ジョージ3世（在位：1760年 – 1801年） - 1801年から1820年まで連合王国国王

### ギャラリー

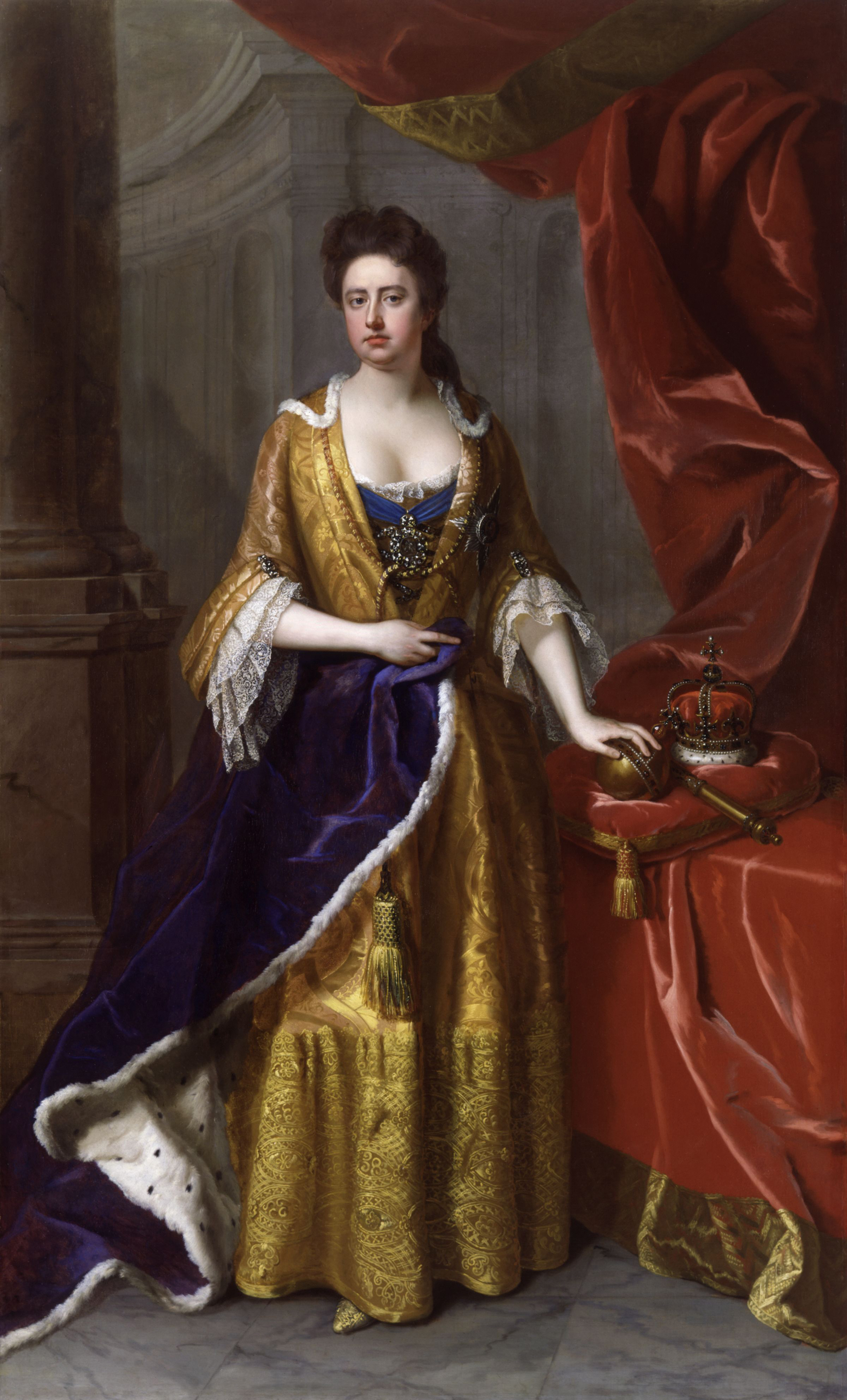
アン女王
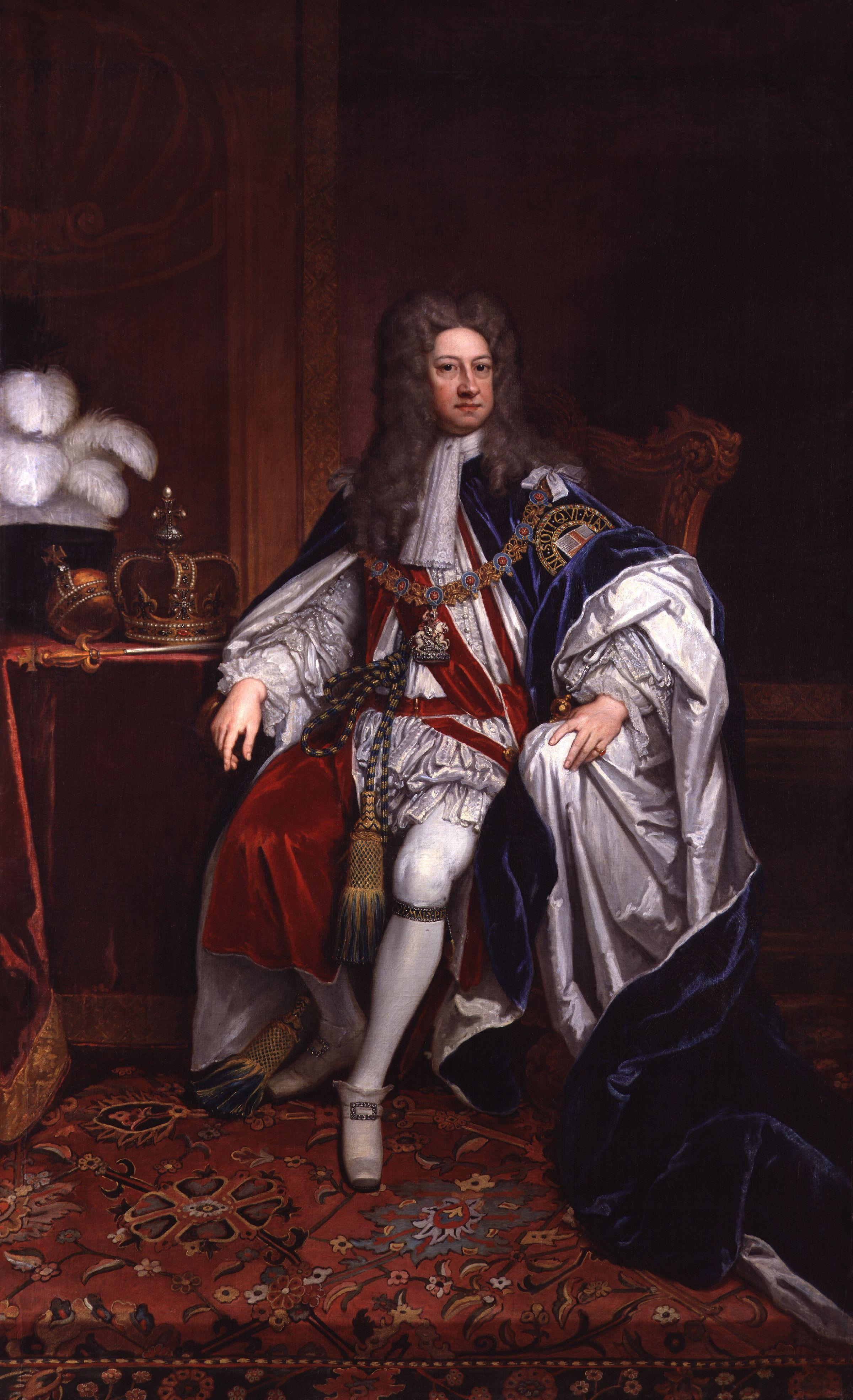
ジョージ１世
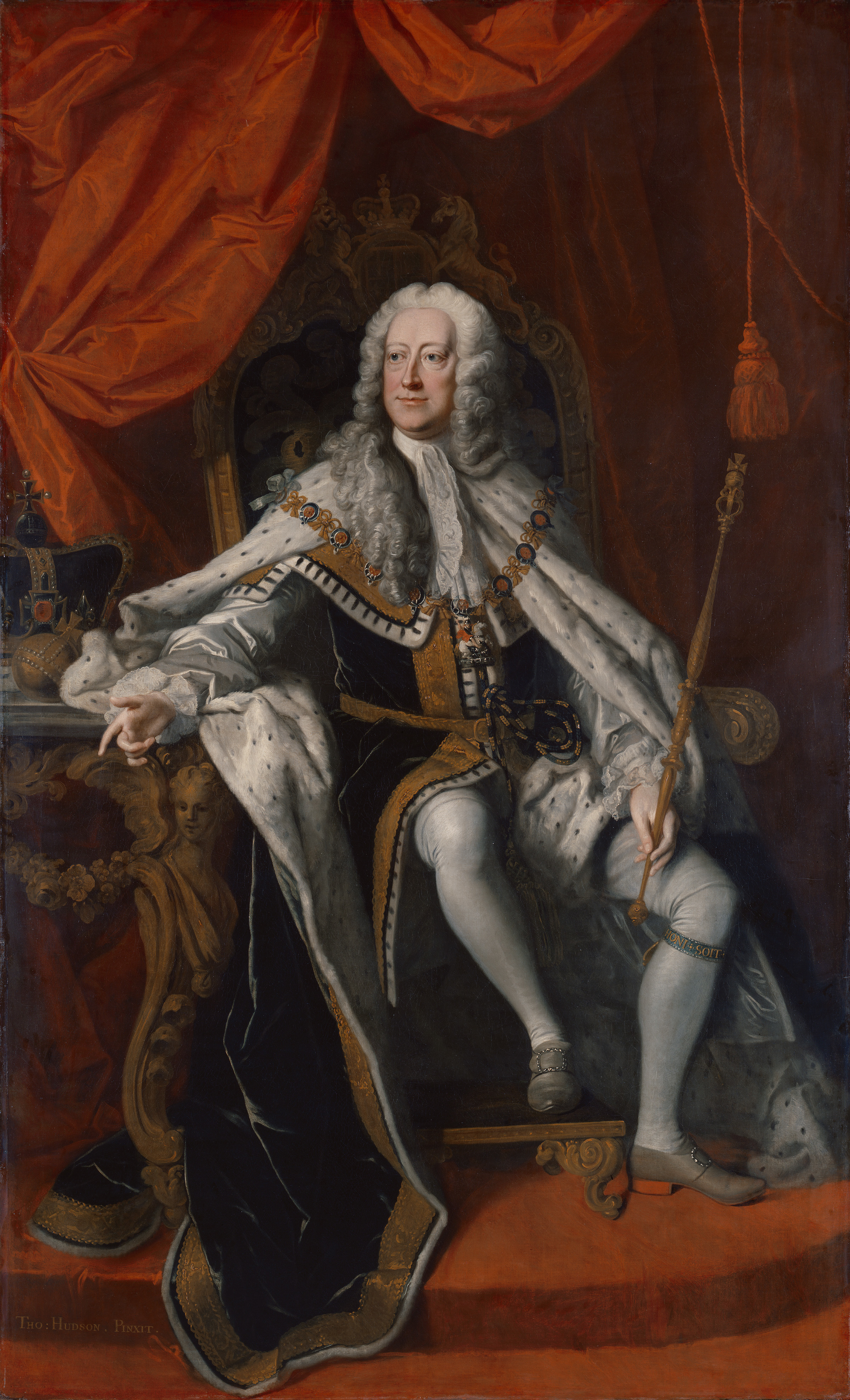
ジョージ２世
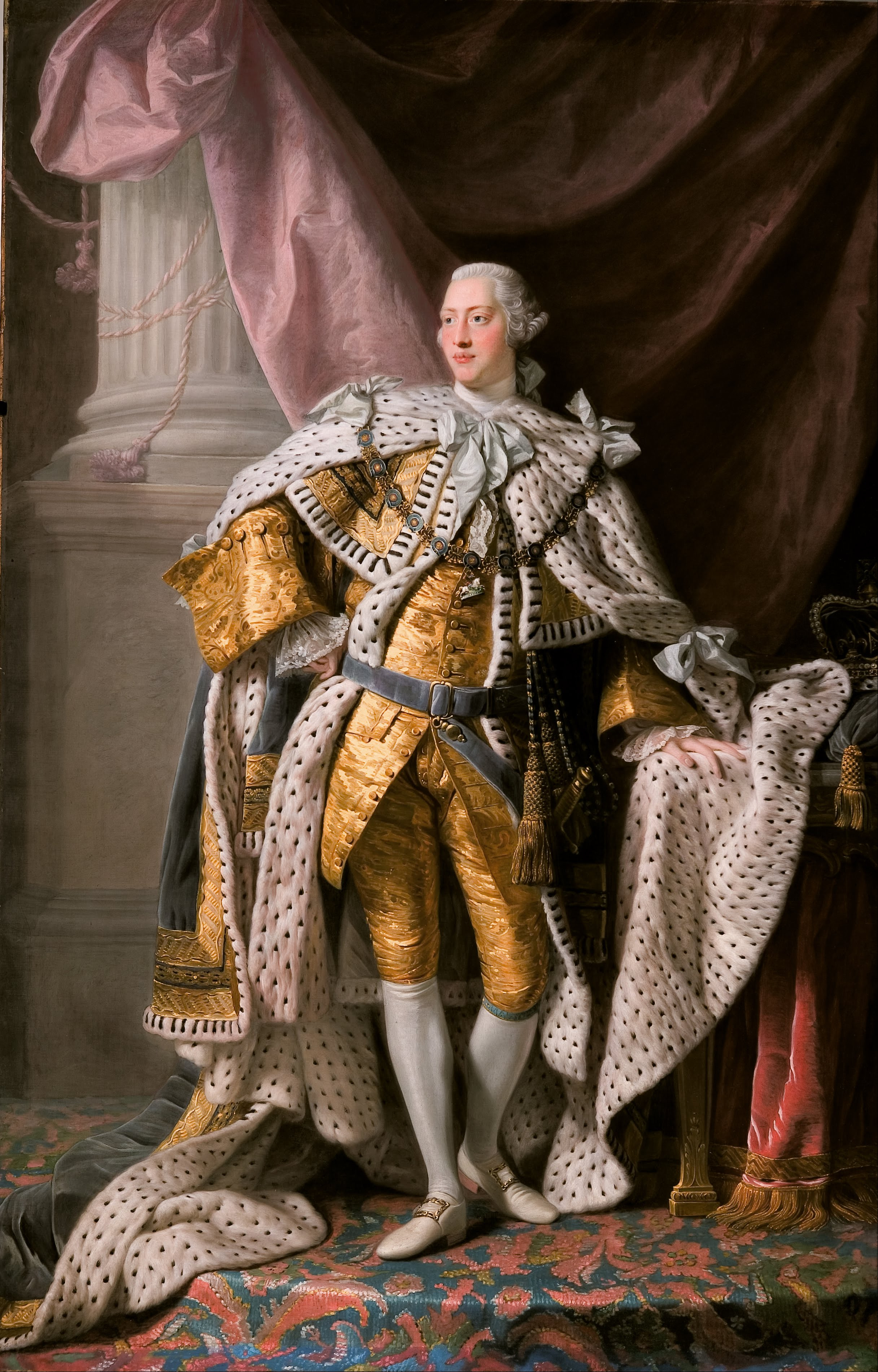
ジョージ３世

## シンボル

?ユニオン・フラッグ 1606年 - 1800年
?イングランドの国旗（セント・ジョージ・クロス）
?スコットランドの国旗（セント・アンドリュー・クロス）